# Parapuzosia seppenradensis
Parapuzosia seppenradensis ist ein Ammonit aus der Oberkreide von Norddeutschland und lebte vor etwa 72 Mio. Jahren im frühen Campanium. Die Art ist der größte bekannte Ammonit der Erdgeschichte.

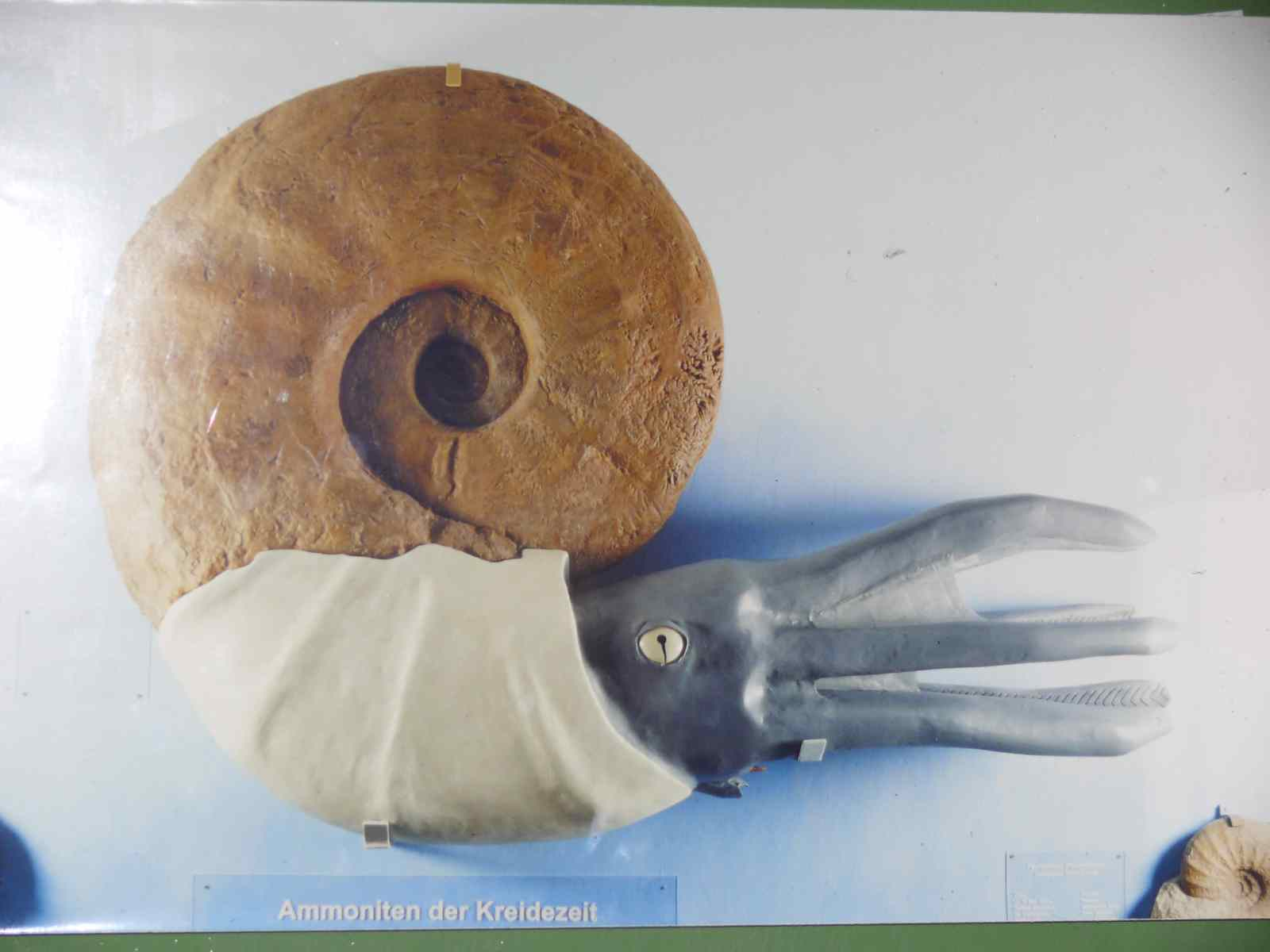
Rekonstruktion der fehlenden Wohnkammer

Das als Steinkern, also ohne die Kalkschale, erhaltene Gehäuse des zweiten gefundenen, größeren Exemplars dieser Art misst 174,2 Zentimeter im Durchmesser und wiegt etwa 3,5 Tonnen. Es wurde am 22. Februar 1895 in einem Steinbruch im südlichen Münsterland bei Seppenrade (Kreis Coesfeld) entdeckt. Dieser Fund wurde noch im Jahr seiner Entdeckung vom Münsterländer Zoologieprofessor Hermann Landois (1835–1905) als Pachydiscus seppenradensis wissenschaftlich beschrieben; Nowak stellte die Art 1913 in die Gattung Parapuzosia. Das erste gefundene Fossilexemplar von Parapuzosia seppenradensis mit einem maximalen Durchmesser von 136,2 Zentimetern war 1887 im selben Steinbruch gefunden worden.
Das Original ist im Foyer des LWL-Museums für Naturkunde in Münster zu sehen und erhielt 2008 den erstmals von der Paläontologischen Gesellschaft vergebenen Titel „Fossil des Jahres“. Kopien des Fossils sind in Seppenrade sowie in vielen Museen der Welt ausgestellt; so auch im Geologisch-Paläontologischen Museum Hamburg.

## Weiterführende Literatur
- Hermann Landois: Die Riesenammoniten von Seppenrade, Pachydiscus ZITTEL seppenradensis II. Landois. In: Jahresbericht der Zoologischen Section des Westfälischen Provinzial-Vereins für Wissenschaft und Kunst. Bd. 23, 1895, ZDB-ID 513568-0, S. 99–108, online (PDF; 2,63 MB).